# Anatole Collinet Makosso
Anatole Collinet Makosso (n. 1965, Pointe-Noire, Republica Congo) este un politician congolez care ocupă funcția de prim-ministru al acestei țări din 2021. De asemenea, a fost ministru al Învățământului Primar și Secundar din 2015 până în 2021 și ministru al Tineretului și Instrucțiunii Civice din 2011 până în 2016.

## Viața și cariera
Originar din Pointe-Noire, Collinet Makosso a lucrat ca profesor. La începutul anilor 1990, a fost numit consilier politic al prefectului de Kouilou, apoi de director al cabinetului prefectului de Kouilou. Din 1998 până în 2011, a fost consilier al președintelui Denis Sassou-Nguesso, fiind în același timp director al Cabinetului Primei Doamne, Antoinette Sassou-Nguesso. În 2009, în urma morții fiicei președintelui Edith Lucie Bongo, a publicat o colecție de poezii și povestiri dedicate acesteia.
În 2010, a absolvit și a obținut un doctorat în drept la Universitatea Panthéon-Assas.
Collinet Makosso a fost numit în guvern ca ministru al Tineretului și al Instrucțiunii Civice, ca parte a unei remanieri minore la 17 august 2011. A preluat ministerul de la predecesorul său, Zacharie Kimpouni, la 25 august 2011.
La 10 august 2015, Collinet Makosso a fost numit ministru al Învățământului Primar și Secundar, al Tineretului și al Instrucțiunii Civice, extinzându-și responsabilitățile. După victoria lui Sassou-Nguesso la alegerile prezidențiale din martie 2016, el a numit-o pe Destinée Armelia Doukaga să-l înlocuiască pe Collinet Makosso în funcția de ministru al Tineretului și al Instrucțiunii Civice la 30 aprilie 2016, păstrându-l în același timp pe Collinet Makosso ca ministru al Învățământului Primar și Secundar și al Alfabetizării.
La alegerile parlamentare din iulie 2017, Collinet Makosso a fost candidatul Partidului Laburist Congolez (PLC) la guvernare în prima circumscripție Loandjili din Pointe-Noire. El a câștigat mandatul încă din primul tur de scrutin cu 72% din voturi, învingându-l pe Julien Makoundi-Tchibinda, secretarul general al Adunării pentru Democrație și Progres Social (ADPS); circumscripția electorală a fost reprezentată anterior de un membru al ADPS.
La 14 mai 2021, a fost numit prim-ministru al țării.